# Jagbya Tsyjon
Jagbya Tsyjon – cesarz Etiopii w latach 1285-1294.
Był synem cesarza Jykuno Amlaka. O jego panowaniu wiadomo niewiele. Prowadził ostrożną politykę zagraniczną, utrzymywał kontakty zarówno z Egiptem, jak i otaczającymi Etiopię państwami rządzonymi przez muzułmanów. Według przekazów za jego rządów chrześcijaństwo przyjął lud Ynarija.